# Jean de Nant
 (février 2021).
Si vous disposez d'ouvrages ou d'articles de référence ou si vous connaissez des sites web de qualité traitant du thème abordé ici, merci de compléter l'article en donnant les références utiles à sa vérifiabilité et en les liant à la section « Notes et références ».
Ne doit pas être confondu avec Jean de Nanton.
Jean de Nant(on) ou de Nans, né en comté de Bourgogne (actuelle Franche-Comté) et mort à Paris le 7 octobre 1426, est un prélat du XVe siècle.

## Biographie
La date de naissance de Jean de Nant est inconnue. Pour certains, il serait le fils d'Antoine de Nanton, chevalier, seigneur de Cruzilles et de Noblens, co-seigneur de Nanton, marié en 1342 à Antoinette d'Arcise, dame de Pizay en Beaujolais ; mais d'autres le donnent pour fils de Jeanne de Vienne-Roulans, sœur de l'amiral, et de Jean de Nans de Pleujouse.
Jean de Nant est archidiacre de Caux ; il devient en 1388 abbé de Bellevaux et succède en 1405 dans l'archevêché de Vienne à Thibaud de Rougemont, pourvu du siège de Besançon.
L'influence dont il jouit à la cour de Charles VI lui a fait obtenir des lettres-patentes par lesquelles le roi déclare qu'il n'est point tenu des obligations considérables prises par son prédécesseur. Celui-ci a été condamné à faire abattre à ses frais des barricades qu'il a fait placer devant la porte de Saint-Martin, à restituer les impositions extraordinaires qu'il a exigées des habitants, à lever les excommunications qu'il a fulminées contre les officiers du dauphin, à rendre les clefs de la ville au fonctionnaire qui en a la garde, et, enfin, à payer au roi deux mille livres d'amende. Un traité est conclu entre Jean de Nant et le gouvernement de la province, par lequel la juridiction temporelle de Vienne est déclarée commune entre l'archevêque et le dauphin. Ce dernier prend dès lors le titre de seigneur et de comte de Vienne.
Lorsque sa présence a été nécessaire dans son diocèse pour contenir les officiers du dauphin et les siens propres dans les bornes légitimes de leurs fonctions, il va à Pise, où les cardinaux des deux papes, obstinés à continuer le schisme, ont convoqué en 1409 un concile général. Grégoire XII et Benoît XIII y sont déposés, et Alexandre V est élevé sur la chaire pontificale. À son retour d'Italie, Jean de Nanton voit qu'on a profité de son absence pour faire à Vienne des entreprises et des changements qui blessent également ses intérêts et son autorité. Il se développe une émeute populaire à Vienne contre lui et Jean met la ville en interdit. La ville de Vienne se reconnaît dépendante du Saint-Empire, mais la noblesse reste attachée au roi de France.
Jean passe en 1423 au diocèse de Paris. Il prête serment entre les mains d'Henri, roi d'Angleterre. En 1425, Jean convient avec l'inquisiteur de la foi de procéder, simultanément et en commun, au jugement d'un certain clerc du diocèse et de quelques laïques poursuivis comme coupables de sortilèges. Toutefois un différend s'élève entre eux, et tous deux en référèrent au pape Martin V qui renvoie la cause à la décision de Louis de Luxembourg, évêque de Thérouanne, et de Jean de Mailly, évêque de Noyon.